# Свети Мина Каликелада
Свети Мина из Каликеласа је хришћански мученик и светитељ.
Рођен је у Атини за време цара Максимина Даје, око 311. године. Учио је код великих филозофа и стекао велико образовање. Затим се окренуо проучавању Светог писма. Занесен Јеванђељем и хришћанском теологијом, постао је хришћанин и посветио се мисионарском раду. Био је вешт беседник, због чега је добио епитет „Каликелада“.
Тада га је Максимин, не знајући да је хришћанин, послао у Александрију, као префекта, са посебном мисијом да помири становнике града који су се побунили и међусобно заратили. Стигавши тамо, Мина је угушио побуну и позвао хришћане да буду горљивији у вери. Када је Максимин наредио прогон хришћана у области Египта, Мина се успротивио његовом наређењу, проповедао је веру у Исуса Христа и својим учењем учвршћивао вернике.
Чувши то, Максимин је у Александрију послао новог префекта, атинског учењака Хермогена, који је окрутно мучио Мину. Наредио је својим војницима да му одсеку стопала и језик и ископају му очи, а затим га затворе у затвор да тамо умре. По предању, те ноћи се Христос јавио Мини, дао му храброст и снагу и вратио му језик, очи и ноге. Следећег дана, Хермоген је послао војнике да сазнају да ли је Мина мртав. Сви су били изненађени када су приметили да Мина не само да није умро, већ да су му и ране потпуно зарасле. Тада га је нови перфект на градском стадиону јавно упитао како се то догодило, а Мина је одговорио да је излечен док је лежао на земљи са сузама певајући Богу: „Иако идем кроз сенку смрти, нећу се бојати зла, јер си ти, Господе, са мном“. Одговор је веома дирнуо Хермогена, који је након тога и сам поверовао у Христа, исповедио веру и крстио се, као и други становници града. Видевши да постоји опасност да цео град прими хришћанство, цар је наредио да се светом Мини посече глава.
17. фебруара сваке године, по православном календару, празнује се проналазак светитељевих моштију. По предању, његови остаци су пронађени када је Свети Мина у ноћном виђењу некоме по имену Филоматис показао место где се налазе његови остаци. Када је визија допрла до ушију цара Маркијана (450-457), наиме да су на обали према Акропољу под земљом сакривене чесне мошти Светог Мине, место је откопано и нађено у гвозденој урни са натписом где треба да буду положене. Данас се у Светој митрополији Фтиотиди, у Ламији, налази мали део светитељевих моштију и открива се на поклоњење верницима на његов празник, 10. децембра, сваке године.
Свети Мина се сматра заштитником града Правишта у префектури Кавала. Тамо се уочи Светитељеве славе врши литија.
Свети Мина, се такође сматра заштитником новинара.